# Лібертадор-Хенераль-Сан-Мартін
Лібертадо́р-Хенера́ль-Сан-Марті́н (ісп. Libertador General San Martín), також відоме під скороченою назвою Леде́сма (ісп. Ledesma) — місто в аргентинській провінції Жужуй. Адміністративний центр департаменту Ледесма.

## Географія
Місто лежить в передгір'ях плато Альтіплано на сході провінції Жужуй.

### Клімат
Місто знаходиться у зоні, яка характеризується вологим субтропічним кліматом. Найтепліший місяць — січень із середньою температурою 25,9 °C. Найхолодніший місяць — червень, із середньою температурою 14,7 °С.
| Клімат Лібертадор-Хенераль-Сан-Мартіна | Клімат Лібертадор-Хенераль-Сан-Мартіна | Клімат Лібертадор-Хенераль-Сан-Мартіна | Клімат Лібертадор-Хенераль-Сан-Мартіна | Клімат Лібертадор-Хенераль-Сан-Мартіна | Клімат Лібертадор-Хенераль-Сан-Мартіна | Клімат Лібертадор-Хенераль-Сан-Мартіна | Клімат Лібертадор-Хенераль-Сан-Мартіна | Клімат Лібертадор-Хенераль-Сан-Мартіна | Клімат Лібертадор-Хенераль-Сан-Мартіна | Клімат Лібертадор-Хенераль-Сан-Мартіна | Клімат Лібертадор-Хенераль-Сан-Мартіна | Клімат Лібертадор-Хенераль-Сан-Мартіна | Клімат Лібертадор-Хенераль-Сан-Мартіна |
| Показник                               | Січ.                                   | Лют.                                   | Бер.                                   | Квіт.                                  | Трав.                                  | Черв.                                  | Лип.                                   | Серп.                                  | Вер.                                   | Жовт.                                  | Лист.                                  | Груд.                                  | Рік                                    |
| Середній максимум, °C                  | 29,4                                   | 28                                     | 26,4                                   | 23,6                                   | 21,8                                   | 19,3                                   | 20                                     | 22,9                                   | 25,8                                   | 28,2                                   | 29,1                                   | 30                                     | 25,4                                   |
| Середня температура, °C                | 25,9                                   | 25                                     | 23,6                                   | 20,7                                   | 17,9                                   | 14,7                                   | 14,8                                   | 17                                     | 19,8                                   | 23,4                                   | 24,8                                   | 25,9                                   | 21,1                                   |
| Середній мінімум, °C                   | 17,6                                   | 16,9                                   | 16,1                                   | 13,2                                   | 9,8                                    | 6,4                                    | 5,3                                    | 6,9                                    | 10                                     | 13,6                                   | 15,5                                   | 17,2                                   | 12,4                                   |
| Норма опадів, мм                       | 177.8                                  | 155.1                                  | 144.4                                  | 61.4                                   | 15                                     | 4.6                                    | 3.9                                    | 4                                      | 7.9                                    | 38.6                                   | 74.7                                   | 123.3                                  | 810.7                                  |
| Днів з опадами                         | 13,1                                   | 12,3                                   | 13,2                                   | 9,3                                    | 5,3                                    | 3                                      | 2,3                                    | 1,6                                    | 2,5                                    | 6                                      | 9,3                                    | 11,7                                   | 89,6                                   |
| Вологість повітря, %                   | 78.5                                   | 81.1                                   | 82.9                                   | 82.9                                   | 81.5                                   | 79.8                                   | 73.4                                   | 65.1                                   | 59.2                                   | 60.7                                   | 67                                     | 72.8                                   | 73.7                                   |
| -------------------------------------- | -------------------------------------- | -------------------------------------- | -------------------------------------- | -------------------------------------- | -------------------------------------- | -------------------------------------- | -------------------------------------- | -------------------------------------- | -------------------------------------- | -------------------------------------- | -------------------------------------- | -------------------------------------- | -------------------------------------- |
| Джерело: Weatherbase                   |                                        |                                        |                                        |                                        |                                        |                                        |                                        |                                        |                                        |                                        |                                        |                                        |                                        |